# Henriette Crone
Thora Elise Henriette Crone (Bakkendrup, Kalundborg, 5 de febrero de 1874 - Copenhague, 11 de octubre de 1933) fue una sindicalista de clase trabajadora, política socialdemócrata y activista por la paz danesa. Desde 1898, fue miembro del Sindicato de Trabajadoras de la Imprenta (Kvindelige Trykkeriarbejderes Fagforening), del que llegó a ser presidenta en 1906. Fue una de las primeras miembros de la Danske Kvinders Fredskæde, fundada en 1915 como rama danesa de Liga Internacional de Mujeres por la Paz y la Libertad. En 1920 fue elegida diputada nacional (Landstinget), cargo en el que permaneció durante el resto de su vida.

## Trayectoria
Thora Elise Henriette Crone nació el 5 de febrero de 1874 en Bakkendrup, cerca de Kalundborg, en el noroeste de Zelanda. Era hija del herrero del pueblo Lars Peder Crone (1832-1888) y su esposa Karen Sofie, de soltera Kristensen (1840-1915). Fue la menor de las tres hijas de la familia. Tras perder a su padre, a los 14 años trabajó como empleada doméstica en varias familias hasta 1898, año en que se trasladó a la casa de su madre en Copenhague. Aunque en aquella época las oportunidades para las mujeres en la industria eran limitadas, ella logró encontrar trabajo en varias imprentas.
El interés de Crone por el sindicalismo y la socialdemocracia comenzó con su empleo como tipógrafa. Se afilió al Sindicato de Mujeres Trabajadoras de la Imprenta (Kvindelige Trykkeriarbejderes Fagforening) en 1898, año de su fundación, incorporándose inmediatamente a la junta directiva. Tras ocupar los cargos de secretaria y vicepresidenta, se convirtió en presidenta en 1906. Fue muy respetada en su cargo, incluso por sus colegas masculinos. Se la recuerda por oponerse con éxito a un proyecto de ley de 1911 que prohibía el trabajo nocturno de las mujeres, ya que, en consonancia con otras organizaciones de femeninas, consideraba que llevaría a que los hombres ocuparan los puestos de trabajo de las mujeres.
Crone mantuvo buenas relaciones con otras asociaciones de mujeres. Gracias al apoyo financiero de los socialdemócratas, fue una de las nueve danesas que pudieron asistir al Congreso Internacional de Mujeres, celebrado en La Haya en 1915. En 1916, se convirtió en una de las primeras integrantes de Danske Kvinders Fredskæde (Cadena de Mujeres Danesas por la Paz), la rama danesa de la Liga Internacional de Mujeres por la Paz y la Libertad, creada como resultado del Congreso Internacional de Mujeres. Al darse cuenta de que la organización se beneficiaría con la inclusión de activistas de la clase trabajadora, las mujeres de clase media que fundaron la organización reclutaron con éxito a Crone, reconociendo su influyente papel como presidenta del Sindicato de Trabajadoras de la Imprenta.
En el terreno político, en 1920 fue elegida diputada en el Landstinget, la cámara alta del parlamento danés, en representación de los socialdemócratas, donde permaneció el resto de su vida. Además de la legislación social, se interesó activamente por temas como el seguro de enfermedad, la protección de los niños y los jóvenes y las relaciones de las mujeres.
Crone participó activamente en la Cuarta Conferencia de Mujeres de la LSI, celebrada en Viena en julio de 1931, y pidió que las resoluciones internacionales fueran menos detalladas con el fin de dejar la implementación práctica en manos de los países participantes. También explicó la importancia de garantizar la solidaridad entre hombres y mujeres dentro de la Internacional Laborista y Socialista global.
Henriette Crone murió en Copenhague de un ataque cardíaco el 11 de octubre de 1933.